# Microregione di Angicos
Angicos è una microregione dello Stato del Rio Grande do Norte in Brasile, appartenente alla mesoregione di Central Potiguar.

## Comuni
Comprende 8 comuni:
- Afonso Bezerra
- Angicos
- Caiçara do Rio do Vento
- Fernando Pedroza
- Jardim de Angicos
- Lajes
- Pedra Preta
- Pedro Avelino